# Santa Luz
Santa Luz este un oraș în Piauí (PI), Brazilia.